# Lucina roscoeorum
Lucina roscoeorum is een tweekleppigensoort uit de familie van de Lucinidae. De wetenschappelijke naam van de soort is voor het eerst geldig gepubliceerd in 1974 door Kilburn.